# Porozumienie Polskie
Porozumienie Polskie (PP) – polska prawicowa partia polityczna, działająca od 1999, nieprzerwanie kierowana przez Jana Łopuszańskiego.

## Historia
Ugrupowanie powstało 23 kwietnia 1999, zostało zarejestrowane pod numerem EwP 90 w ewidencji partii politycznych.
Założyli je rozłamowcy z Akcji Wyborczej Solidarność, skupieni wokół Koła Poselskiego „Porozumienie Polskie”. Koło to w Sejmie III kadencji powstało 9 września 1998 (pod nazwą Nasze Koło) z inicjatywy siedmiu posłów AWS (należących dotąd do Zjednoczenia Chrześcijańsko-Narodowego lub związanych ze Stowarzyszeniem Rodzina Polska). W jego skład wchodzili Mariusz Grabowski (Tarnów), Piotr Krutul (Białystok), Jan Łopuszański (Radom), Halina Nowina Konopka (Olsztyn) i Witold Tomczak (Kalisz), a także Mariusz Olszewski (Kielce, przeszedł w trakcie kadencji do Koła Parlamentarnego Alternatywa) i Anna Sobecka (Toruń, została w trakcie kadencji posłem niezrzeszonym).
Ugrupowanie krytykowało działalność rządu Jerzego Buzka, sprzeciwiało się rozmowom akcesyjnym z Unią Europejską i akcesji do NATO.
W wyborach prezydenckich w 2000 Porozumienie Polskie reprezentował lider partii. W głosowaniu Jan Łopuszański zdobył 0,79% poparcia (139 682 głosów), zajmując 8. miejsce wśród 12 kandydatów.
Przed wyborami parlamentarnymi w 2001 „PP” przystąpiło do organizowanej z inicjatywy Radia Maryja, Ligi Polskich Rodzin, zachowując odrębność organizacyjną. Mandaty poselskie w ramach LPR uzyskali wszyscy dotychczasowi deputowani stronnictwa, a także należący do „PP” Stanisław Papież i Stanisław Szyszkowski, jak też paru rekomendowanych przez tę partię kandydatów bezpartyjnych.
Na początku 2003 „PP” zakończyło współpracę z Ligą Polskich Rodzin. Trzech posłów (Jan Łopuszański, Halina Nowina Konopka i Mariusz Grabowski) powołało 15 stycznia tego samego roku Koło Poselskie „PP”. istniejące w niezmienionym składzie do końca IV kadencji Sejmu. Pozostali parlamentarzyści związani ze stronnictwem wstąpili do LPR. W wyborach do Parlamentu Europejskiego w 2004 partia nie wzięła udziału.
W 2005 Porozumienie Polskie wystawiło w wyborach parlamentarnych czterech kandydatów do Senatu (wszystkich posłów i bezpartyjnego Józefa Rypińskiego). Ponadto z listy LPR wystartował do Sejmu członek „PP” Zdzisław Burakowski, który otrzymał 275 głosów. Żaden z członków Porozumienia Polskiego nie uzyskał mandatu w parlamencie. W przedterminowych wyborach dwa lata później oraz w wyborach do PE w 2009 „PP” nie wystartowało. W wyborach parlamentarnych w 2011 jedna członkini „PP” startowała do Sejmu z listy Prawicy Rzeczypospolitej, uzyskując 31 głosów. W żadnych kolejnych wyborach partia nie brała udziału.